# Schorndorf
Schorndorf è una città tedesca nel Land del Baden-Württemberg, situato 26 km a est di Stoccarda. È la terza città per abitanti del circondario del Rems-Murr, dopo le città Waiblingen e Fellbach. Dal 1º gennaio 1967 ha il titolo di Grande città circondariale (in tedesco: Große Kreisstadt).

## Geografia fisica

### Territorio
Schorndorf è situata nella valle del fiume Rems, tra le colline dello Schurwald a sud e del Welzheimer Wald a nord.

### Comuni confinanti
Iniziando da ovest in senso orario:
Winterbach, Remshalden, Berglen, Rudersberg, Welzheim, Urbach, Plüderhausen (tutti nel circondario del Rems-Murr), Adelberg, Wangen e Uhingen (tutti nel circondario di Göppingen) e Lichtenwald (nel circondario di Esslingen).

## Storia
La zona pare abitata fino dal 6000 a.C. come testimoniato dai reperti visibili nel museo locale. L'occupazione romana risale al II secolo d.C.; e nel Medioevo invece (a partire dal sec. VIII) è il villaggio di contadini alamanni "Uff dem Sand" fino al dominio degli Hohestaufen tra il XII e il XIII secolo. Nel 1235 abbiamo la prima testimonzianza scritta. Nel 1514 avviene la ribellione di contadini "Armer Konrad". La città si ingrandisce fino ad essere incendiata 1634 da parte delle truppe reali. Viene in seguito ricostruita, e mantiene ancora il suo aspetto di piccola città secentesca. Nel 1834 nasce Gottlieb Daimler, la cui influenza porterà il paese nella rivoluzione industriale, attraverso l'industria automobilistica e aeronautica, e a cui oggi è dedicata la via principale della città.

## Società

### Evoluzione demografica
Fino al 1871 i dati si riferiscono solo alla città centrale (senza le frazioni attualmente incorporate).
| anno             | abitanti  |
| ---------------- | --------- |
| 1463             | ca. 2 000 |
| 1514             | ca. 3 000 |
| 1618             | ca. 5 000 |
| 1701             | 2 132     |
| 1803             | 3 434     |
| 1834             | 3 777     |
| 1849             | 3 617     |
| 1. dicembre 1871 | 7 672     |
| 1. dicembre 1890 | 8 777     |
| 1. dicembre 1900 | 9 704     |
| 1. dicembre 1910 | 10 884    |
| 16. giugno 1925  | 11 568    |
| 16. giugno 1933  | 12 319    |

| anno               | abitanti |
| ------------------ | -------- |
| 17. maggio 1939    | 13 186   |
| 13. settembre 1950 | 19 942   |
| 6. giugno 1961     | 26 384   |
| 27. maggio 1970    | 31 149   |
| 31. dicembre 1975  | 32 918   |
| 31. dicembre 1980  | 33 631   |
| 25. maggio 1987    | 35 759   |
| 31. dicembre 1990  | 37 687   |
| 31. dicembre 1995  | 38 005   |
| 31. dicembre 2000  | 38 852   |
| 31. dicembre 2005  | 39 305   |
| 31. dicembre 2010  | 39 236   |
| 31. dicembre 2015  | 39 172   |

## Musei e gallerie
A Schorndorf nacque l'inventore del motore a scoppio Gottlieb Daimler, a cui è dedicato anche il museo allestito nella sua casa natale in Hollgasse 7, appartenente alla sua famiglia dal 1660 e in cui visse fino all'adolescenza. Oggi è di proprietà della Mercedes Benz, che la utilizza anche come centro congressi.
Un altro museo è il museo cittadino, allestito nella antica scuola di Latino (Ehemalige Lateinschule). Esso conserva reperti di epoca romana, medievale, comprese le lavorazioni locali quale quelle della porcellana a partire dal Settecento.
Vi è anche la Galerie fuer Kunst und Technik, in particolare dedicata ancora a Daimler, all'ingegnere aeronautico Ernst Heinkel e al pioniere dell'aeronautica Paul Strahle.

## Infrastrutture e trasporti
Schorndorf è capolinea della linea S2 della S-Bahn di Stoccarda.

## Amministrazione

### Gemellaggi
- Tulle, dal 1969[3]
- Kahla, dal 1991
- Bury, dal 1994
- Tuscaloosa, dal 1996
- Dueville, dal 1998[4]
- Errenteria, dal 2012